# Música

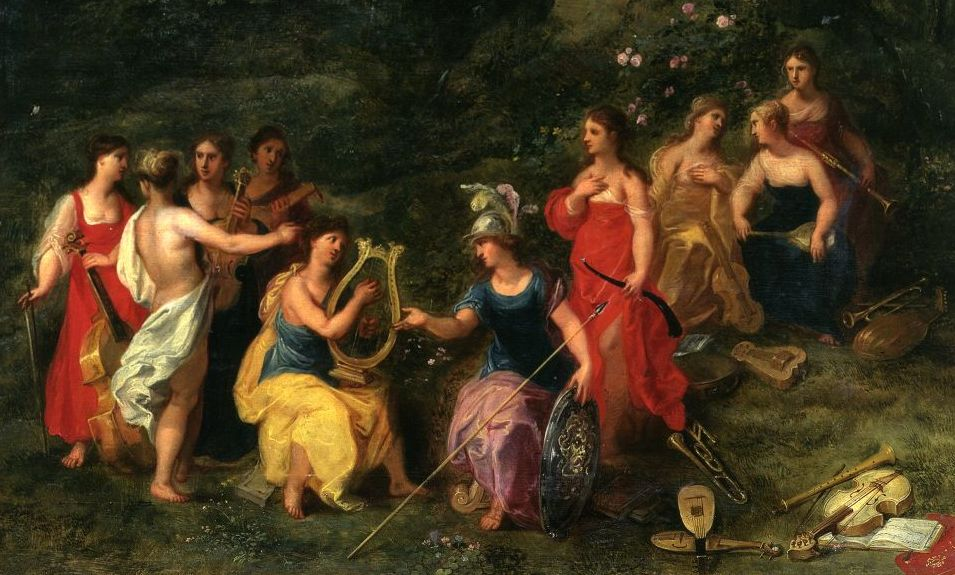
Atenea (Minerva) y las Nueve Musas inspiradoras. De la palabra «musa» proviene «música».

La música (del griego: μουσική [τέχνη] - mousikē [téchnē], «el arte de las musas») es, según la definición tradicional del término, el arte de crear y organizar sonidos y silencios respetando los principios fundamentales de la melodía, la armonía y el ritmo, mediante la intervención de complejos procesos psicoanímicos. El concepto de música ha ido evolucionando desde su origen en la Antigua Grecia, en que se reunía sin distinción a la poesía, la música y la danza como arte unitario. Desde hace varias décadas se ha vuelto más compleja la definición de qué es y qué no es la música, ya que destacados compositores en el marco de diversas experiencias artísticas fronterizas han realizado obras que, si bien podrían considerarse musicales, expanden los límites de la definición de este arte.
La música, como toda manifestación artística, es un producto cultural con múltiples finalidades, entre otras, la de suscitar una experiencia estética en el oyente, la de expresar sentimientos, emociones, circunstancias, pensamientos o ideas, y cada vez más, cumplir una importante función terapéutica a través de la musicoterapia.
La música cumple una función importante en el desarrollo cognitivo del ser humano. Está relacionada con el pensamiento lógico matemático, la adquisición del lenguaje, el desarrollo psicomotriz, las relaciones interpersonales, el aprendizaje de lenguas no nativas y ayuda a potenciar la inteligencia emocional, entre otros.
La música es un estímulo sonoro que afecta al campo perceptivo de la persona; así, el flujo sonoro puede cumplir variadas funciones (entretenimiento, comunicación, ambientación, diversión, etc.). En muchas culturas, la música es una parte importante del modo de vida de la gente, ya que desempeña un papel fundamental en rituales religiosos, en las ceremonias de rito de paso (por ejemplo, la graduación y el matrimonio), en las actividades sociales (por ejemplo, en el baile) y en las actividades culturales que van desde el canto aficionado en el karaoke hasta tocar en una banda amateur de funk o cantar en un coro comunitario. La gente puede hacer música por afición, como, por ejemplo, un adolescente que toca el violonchelo en una orquesta juvenil, o trabajar como músico o cantante profesional. La industria musical incluye a las personas que crean nuevas canciones y piezas musicales (como los cantautores y los compositores), a las personas que interpretan música (que incluyen a los músicos de orquesta, de bandas de jazz y de bandas de rock, a los cantantes y a los directores de orquesta), a las personas que graban música (productores musicales e ingenieros de sonido), a las personas que organizan giras de conciertos y a las personas que venden grabaciones y partituras a los clientes. Incluso una vez que se ha interpretado una canción o pieza, la crítica musical, el periodismo musical y la musicología pueden valorar y evaluar la pieza y su interpretación.

## Etimología

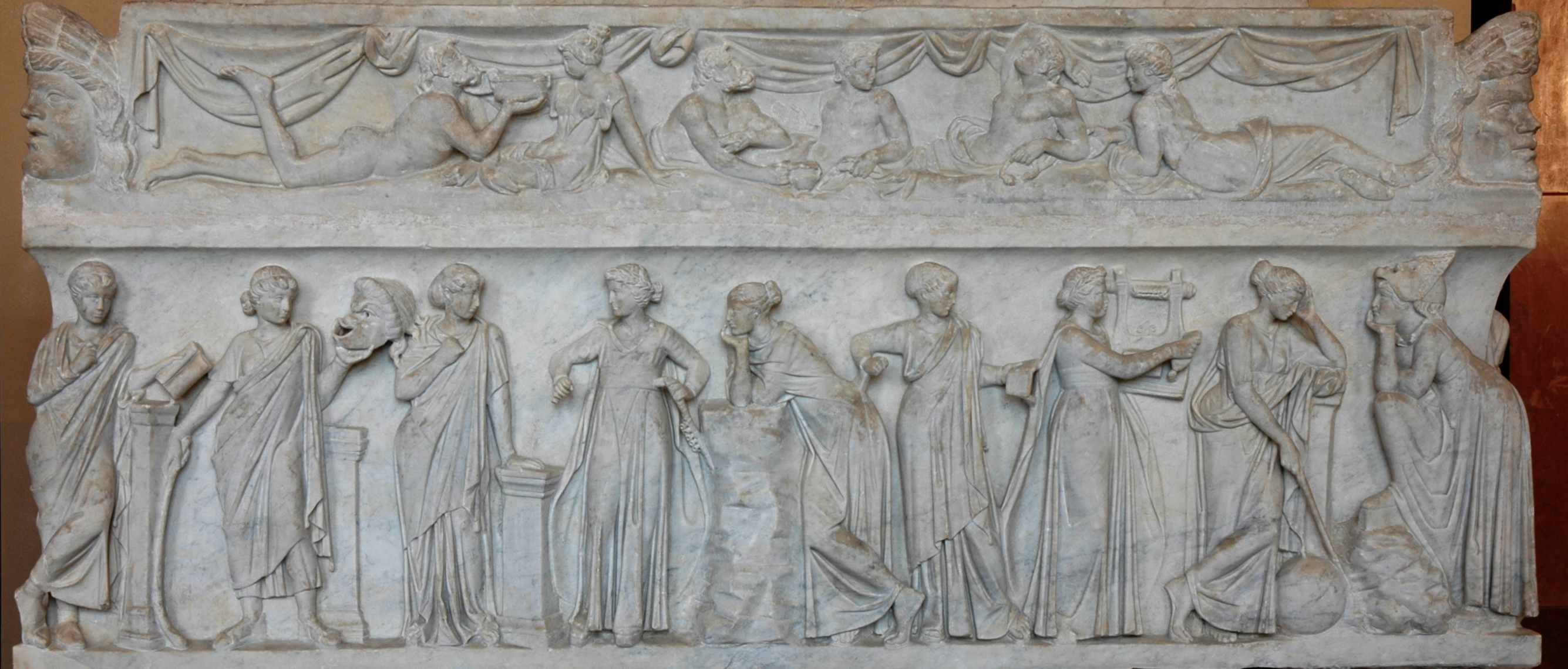
En la mitología griega, las nueve musas fueron la inspiración de muchos esfuerzos creativos, incluidas las artes.

La palabra «música» deriva del griego μουσική (mousike; «(arte) de las musas») En la mitología griega, las nueve musas eran las diosas que inspiraban la literatura, la ciencia y las artes y eran la fuente del conocimiento plasmado en la poesía, los cantos y los mitos de la cultura griega.
Según el Diccionario etimológico en línea:

El término «música» deriva de «musike, de mediados del siglo XIII, del francés antiguo musique (siglo XII) y directamente del latín musica "el arte de la música", que también incluye la poesía (también la fuente del español música, italiano musica, alto alemán antiguo mosica, alemán Musik, holandés muziek, danés musik)». Se deriva del «...griego mousike (techne) "(arte) de las musas", del femenino de mousikos «perteneciente a las musas», de Mousa «Musa».

La ortografía moderna data de la década de 1630. En la Grecia clásica, el término «música» se refiere a cualquier arte en el que las musas presidían, pero especialmente la música y la poesía lírica.

## Definición

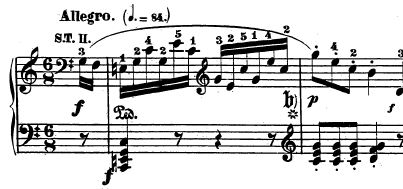
La música académica occidental ha desarrollado un método de escritura basado en dos ejes: el horizontal representa el transcurso del tiempo, y el vertical la altura del sonido; la duración de cada sonido está dada por la forma de las figuras musicales.

Las definiciones parten desde el seno de las culturas, y así, el sentido de las expresiones musicales se ve afectado por cuestiones psicológicas, sociales, culturales e históricas. De esta forma, surgen múltiples y diversas definiciones que pueden ser válidas en el momento de expresar qué se entiende por música. Ninguna, sin embargo, puede ser considerada como perfecta o absoluta.
Una definición bastante amplia determina que música es sonoridad organizada (según una formulación perceptible, coherente y significativa). Esta definición parte de que —en aquello a lo que consensualmente se puede denominar «música»— se pueden percibir ciertos patrones del «flujo sonoro» en función de cómo las propiedades del sonido son aprendidas y procesadas por los humanos (hay incluso quienes consideran que también por los animales). La definición que se atribuye a Edgard Varese de música como sonido organizado, y también la de la Enciclopedia Británica que en su decimoquinta edición describe que «aunque no haya sonidos que no puedan ser descritos como inherentemente no-musicales, en cada cultura los músicos han tendido a restringir la gama de sonidos que estaban dispuestos a admitir». John Blacking añadió este detalle importante a la definición de Varèse: «la música es sonido organizado humanamente».
Hoy en día es frecuente trabajar con un concepto de música basado en tres atributos esenciales: que utiliza sonidos, que es un producto humano (y en este sentido, artificial) y que predomina la función estética. Si tomáramos en cuenta solo los dos primeros elementos de la definición, nada diferenciaría a la música del lenguaje. En cuanto a la función «estética», se trata de un punto bastante discutible; así, por ejemplo, un «jingle» publicitario no deja de ser música por cumplir una función no estética (tratar de vender una mercancía). Por otra parte, hablar de una función «estética» presupone una idea de la música (y del arte en general) que funciona en forma autónoma, ajena al funcionamiento de la sociedad, tal como la vemos en la teoría del arte del filósofo Immanuel Kant.
Jean-Jacques Rousseau, autor de las voces musicales en L'Encyclopédie de Diderot, después recogidas en su Dictionnaire de la Musique, la definió como el «arte de combinar los sonidos de una manera agradable al oído».
Según el compositor Claude Debussy, la música es «un total de fuerzas dispersas expresadas en un proceso sonoro que incluye: el instrumento, el instrumentista, el creador y su obra, un medio propagador y un sistema receptor».
La definición más habitual en los manuales de música se parece bastante a esta: «la música es el arte del bien combinar los sonidos en el tiempo». Esta definición no se detiene a explicar lo que es el arte, y presupone que hay combinaciones «bien hechas» y otras que no lo son, lo que es por lo menos discutible.
Algunos eruditos han definido y estudiado a la música como un conjunto de tonos ordenados de manera horizontal (melodía) y vertical (armonía). Este orden o estructura que debe tener un grupo de sonidos para ser llamados música está, por ejemplo, presente en las aseveraciones del filósofo alemán Johann Wolfgang von Goethe cuando la comparaba con la arquitectura, definiendo metafóricamente a la arquitectura como «música congelada». La mayoría de los estudiosos coincide en el aspecto de la estructura, es decir, en el hecho de que la música implica una organización; pero algunos teóricos modernos difieren en que el resultado deba ser placentero o agradable.

## Parámetros del sonido

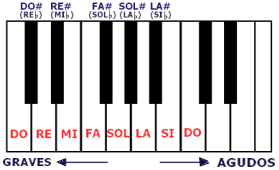
Distribución de las notas musicales en el teclado de un piano. Cada nota representa una frecuencia de sonido distinta.

El sonido es la sensación percibida por el oído al recibir las variaciones de presión generadas por el movimiento vibratorio de los cuerpos sonoros. Se transmite por el medio que los envuelve, que generalmente es el aire de la atmósfera. La ausencia perceptible de sonido es el silencio, aunque es una sensación relativa, ya que el silencio absoluto no se da en la naturaleza.
El sonido tiene cuatro parámetros fundamentales:
- La altura es el resultado de la frecuencia que produce un cuerpo sonoro; es decir, de la cantidad de ciclos de las vibraciones por segundo o de hercios (Hz) que se emiten. De acuerdo con esto se pueden definir los sonidos como graves y agudos. Cuanto mayor sea la frecuencia, más agudo (o alto) será el sonido. La longitud de onda es la distancia medida en la dirección de propagación de la onda, entre dos puntos cuyo estado de movimiento es idéntico; es decir, que alcanzan sus máximos y mínimos en el mismo instante.[9]
- La duración corresponde al tiempo que duran las vibraciones que producen un sonido. La duración del sonido está relacionada con el ritmo. La duración viene representada en la onda por los segundos que esta contenga.
- La intensidad es la fuerza con la que se produce un sonido; depende de la energía. La intensidad viene representada en una onda por la amplitud.
- El timbre es la cualidad que permite distinguir los diferentes instrumentos o voces a pesar de que estén produciendo sonidos con la misma altura, duración e intensidad. Los sonidos que escuchamos son complejos; es decir, son el resultado de un conjunto de sonidos simultáneos (tonos, sobretonos y armónicos), pero que nosotros percibimos como uno (sonido fundamental). El timbre depende de la cantidad de armónicos o la forma de la onda que tenga un sonido y de la intensidad de cada uno de ellos, a lo cual se lo denomina espectro. El timbre se representa en una onda por el dibujo. Un sonido puro, como la frecuencia fundamental o cada sobretono, se representa con una onda sinusoidal, mientras que un sonido complejo es la suma de ondas senoidales puras. El espectro es una sucesión de barras verticales repartidas a lo largo de un eje de frecuencia y que representan a cada una de las senoides correspondientes a cada sobretono, y su altura indica la cantidad que aporta cada una al sonido resultante.

## Elementos de la música

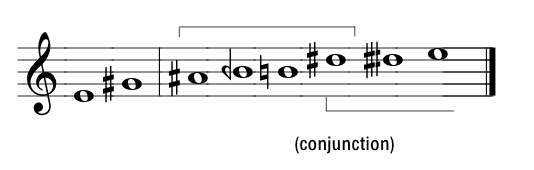
Un ejemplo de las escalas de la antigua Grecia es la octava hipofrigia de género enarmónico (en mi). Ya existía el concepto fundamental de octava. La nota varía según la armonía (αρμονία), transcritas como modos griegos. La polifonía y variedad de instrumentos aerófonos, cordófonos y membranófonos, han sido documentadas en infinidad de grabados y dibujos.

La música contiene dos elementos: el material acústico y la idea intelectual. Ambos no se hallan yuxtapuestos como forma y contenido, sino que se combinan, en la música, para formar una imagen unitaria. Para convertirse en vehículo de la idea intelectual, el material acústico experimenta una preparación pre-musical, mediante un proceso de selección y ordenamiento.
La estructura del sonido, la escala de sonidos armónicos, exhibe ya un ordenamiento que la predestina para ser el vehículo de la intención intelectual. Con el fin de un entendimiento general previo, dentro del material acústico para la organización de la música, encontramos diversas clasificaciones, dentro de las cuales la más habitual en ambientes académicos es la que divide la música en melodía, armonía y ritmo. La manera en la que se definen y aplican estos principios, varían de una cultura a otra (también hay variaciones temporales).
- La melodía es un conjunto de sonidos —concebidos dentro de un ámbito sonoro particular— que suenan sucesivamente uno después de otro (concepción horizontal), y que se percibe con identidad y sentido propio. Los silencios también forman parte de la estructura de la melodía, poniendo pausas al «discurso melódico». El resultado es como una frase bien construida semántica y gramaticalmente. Es discutible —en este sentido— si una secuencia dodecafónica podría ser considerada una melodía o no. Cuando hay dos o más melodías simultáneas se denomina contrapunto.
- La armonía bajo una concepción vertical de la sonoridad, y cuya unidad básica es el acorde o tríada, regula la concordancia entre sonidos que suenan simultáneamente y su enlace con sonidos vecinos.
- El ritmo es el resultado final de los elementos anteriores, a veces con variaciones muy notorias, pero en una muy general apreciación se trata de la capacidad de generar contraste en la música, esto es provocado por las diferentes dinámicas, timbres, texturas y sonidos. En la práctica se refiere a la acentuación del sonido y la distancia temporal que hay entre el comienzo y el fin del mismo o, dicho de otra manera, su duración.
- La articulación refiere a cómo un sonido es ejecutado, así como la transición entre dos (o más) notas. Entre las variadas formas de articulación elaboradas a lo largo de la historia, destacan principalmente el legato, el staccato, el portato, el tenuto, el acento, el marcato y el calderón.
- La textura es la estructura y se divide en partes, movimientos o secciones. También se puede fraccionar aún más en frases y motivos. La mayoría de géneros tienen una forma definida y secciones que las caracterizan. Es importante tener este elemento de la música presente a la hora de empezar a crear una pieza sonora porque ayuda a entender y visualizar de manera global una composición.[12]

La incorporación de un material acústico ampliado en el siglo XX, produjo a veces dificultades de información, por falta de un sistema válido de entendimiento previo, y es por eso que otros elementos se toman en cuenta a la hora de analizar y estudiar el fenómeno de la música, como son la forma, la instrumentación, la textura, etc. A partir de todos estos elementos, se originan nuevos principios de ordenamiento y posibilidades de composición.

## Historia

### Prehistoria

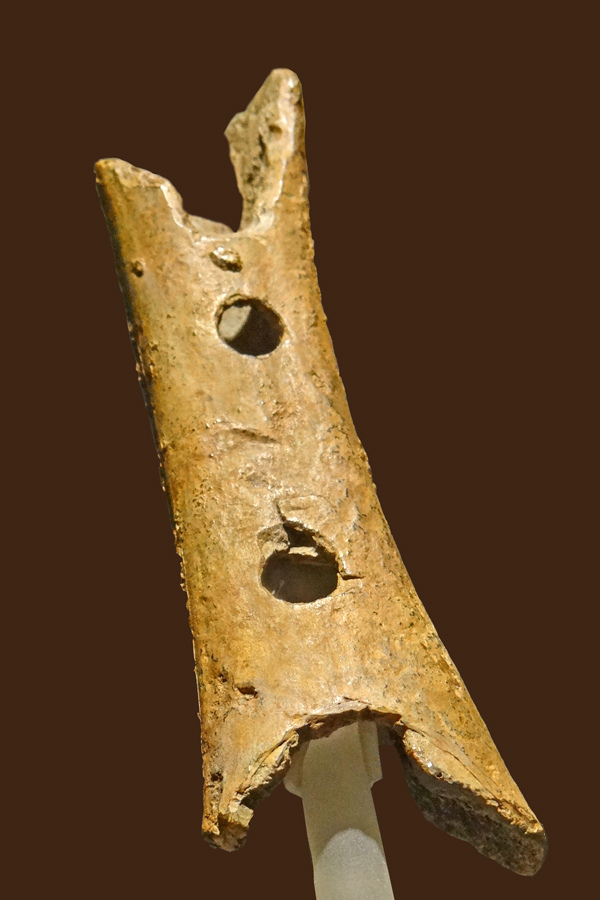
La flauta de hueso encontrada en Divje Babe (Eslovenia), con más de 40 000 años de antigüedad.

La música prehistórica solo se puede teorizar sobre la base de los hallazgos de los sitios arqueológicos paleolíticos. A menudo se descubren flautas talladas en huesos en los que se han perforado agujeros laterales; se cree que se soplaban en un extremo como el shakuhachi japonés. Se piensa que la flauta de Divje Babe, tallada en el fémur de un oso de las cavernas, tiene al menos 40 000 años. Se han recuperado instrumentos como la flauta de siete agujeros y varios tipos de instrumentos de cuerda, como el ravanahatha, de los yacimientos arqueológicos de la civilización del valle del Indo. La India tiene una de las tradiciones musicales más antiguas del mundo; las referencias a la música clásica india (marga) se encuentran en los Vedas, antiguas escrituras de la tradición hindú. La colección más antigua y más grande de instrumentos musicales prehistóricos se encontró en China y data de entre el 7000 y el 6600 a. C. El «Himno hurrita a Nikkal», que se encuentra en tablillas de arcilla que se remontan aproximadamente al 1400 a. C., es la obra musical escrita más antigua que se conserva.

### Antiguo Egipto
Los antiguos egipcios atribuyeron a uno de sus dioses, Thoth, la invención de la música, y Osiris, a su vez, lo utilizó como parte de su esfuerzo por civilizar el mundo. La evidencia material y representativa más antigua de los instrumentos musicales egipcios data del período predinástico, pero la evidencia está atestiguada con mayor seguridad en el Imperio Antiguo cuando se tocaron arpas, flautas y clarinetes dobles. Durante el Imperio Medio se agregaron instrumentos de percusión, liras y laúdes a las orquestas. Los platillos frecuentemente acompañaban a la música y danza, como lo hacen todavía hoy en Egipto. La música folclórica egipcia, incluidos los rituales tradicionales sufíes dhikr, es el género musical contemporáneo más cercano a la música del antiguo Egipto y han conservado muchas de sus características, ritmos e instrumentos.

### Culturas asiáticas

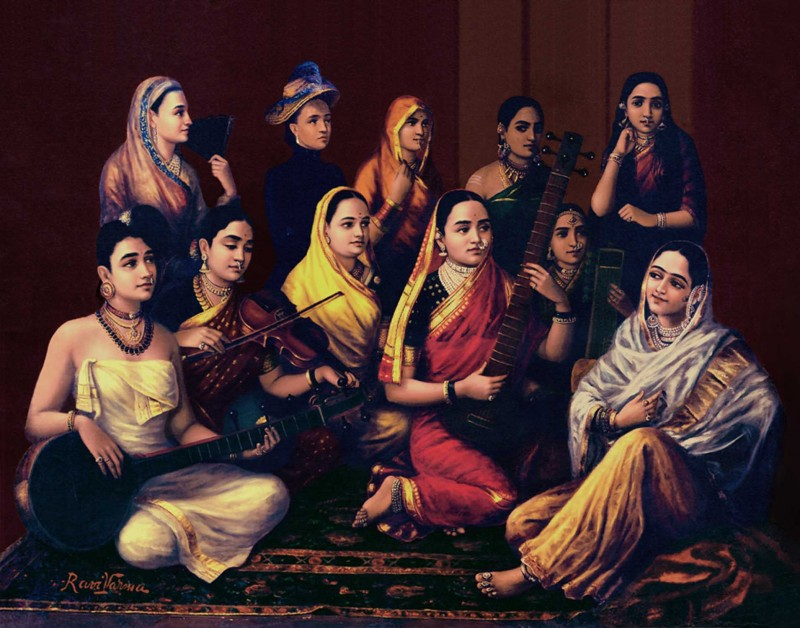
Mujeres indias vestidas con atuendos regionales tocando una variedad de instrumentos musicales populares en diferentes partes de la India.

La música clásica india (marga) es una de las tradiciones musicales más antiguas del mundo. La civilización del valle del Indo tiene esculturas que muestran danzas e instrumentos musicales antiguos, como la flauta de siete agujeros. Se han recuperado varios tipos de instrumentos de cuerda y tambores de Harappa y Mohenjo-Daro mediante excavaciones realizadas por Mortimer Wheeler. El Rigveda tiene elementos de la música india actual, con una notación musical para denotar la métrica y el modo de cantar. La música clásica india es monofónica y se basa en una sola línea melódica o raga, organizada rítmicamente a través de talas. Silappatikaram de Ilango Adigal proporciona información sobre cómo se pueden formar nuevas escalas mediante el cambio modal de la tónica de una escala existente. La música hindi actual fue influenciada por la música tradicional persa y por los mogoles afganos. La música carnática, popular en los estados del sur, es en gran parte devocional; la mayoría de las canciones están dirigidas a las deidades hindúes. También hay muchas canciones que enfatizan el amor y otros temas sociales.
La música clásica china, el arte tradicional o la música de la corte de China, tiene una historia que se remonta a unos tres mil años. Tiene sus propios sistemas únicos de notación musical, así como afinación y tono musical, instrumentos y estilos musicales o géneros musicales. La música china es pentatónica-diatónica, con una escala de doce notas a una octava (5 + 7 = 12) al igual que la música de influencia europea.

### Referencias en la Biblia

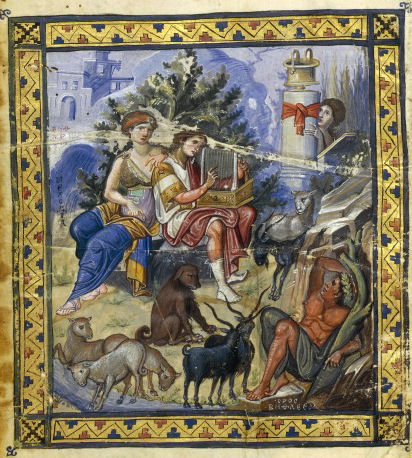
David componiendo salmos, Salterio de París, c. 960 (Constantinopla).

### Antigua Roma

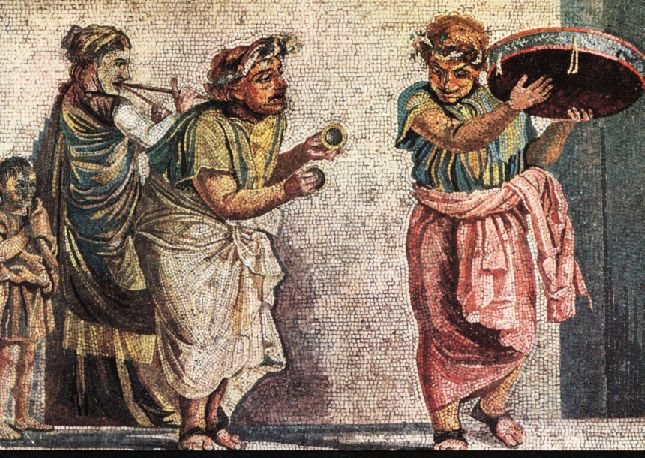
Trío de músicos tocando aulós, cymbala y tympanum (mosaico de Pompeya).

### Edad Media

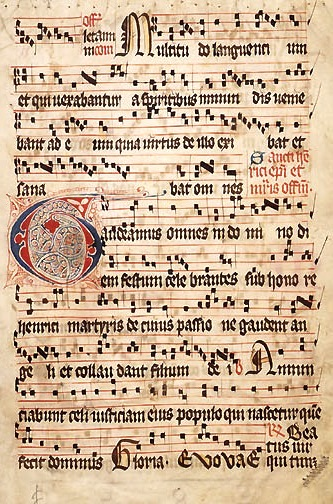
El introito de Gaudeamus omnes, escrito en notación neumática en el Graduale Aboense de los siglos y, rinde homenaje a Enrique, patrón de Finlandia.

### Barroco

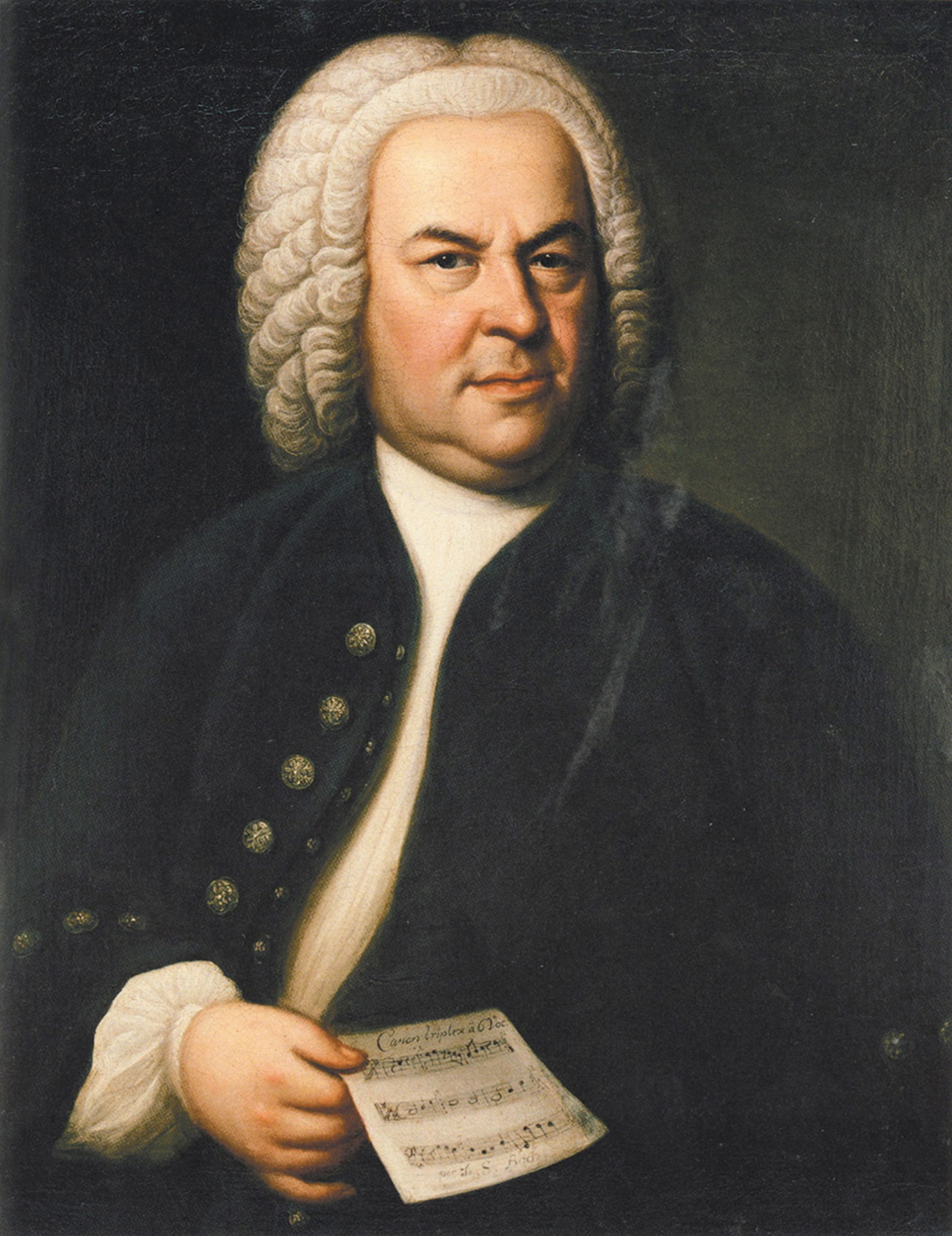
Johann Sebastian Bach fue un destacado compositor de la era barroca de la música.

### Clasicismo

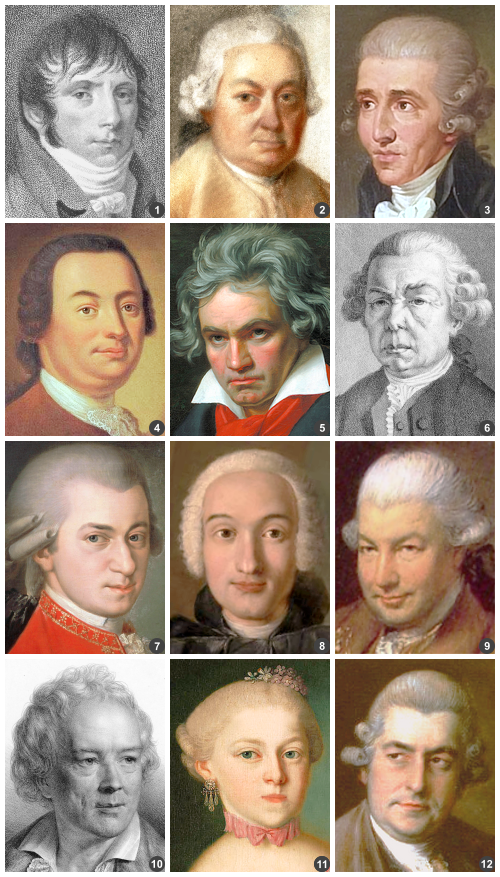
1. Luigi Cherubini
2. Carl Philipp Emanuel Bach
3. Joseph Haydn
4. Johann Christoph Friedrich Bach
5. Ludwig van Beethoven
6. Franz Xaver Richter
7. Wolfgang Amadeus Mozart
8. Luigi Boccherini
9. Carl Friedrich Abel
10. Christoph Willibald Gluck
11. Maria Anna Mozart
12. Johann Christian Bach

### Romanticismo

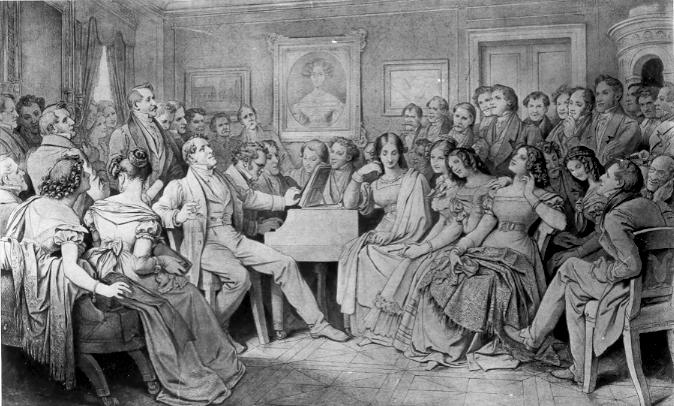
El piano fue la pieza central de la actividad social de los urbanitas de clase media en el (Moritz von Schwind, 1868). El hombre al piano es el compositor Franz Schubert.

### y

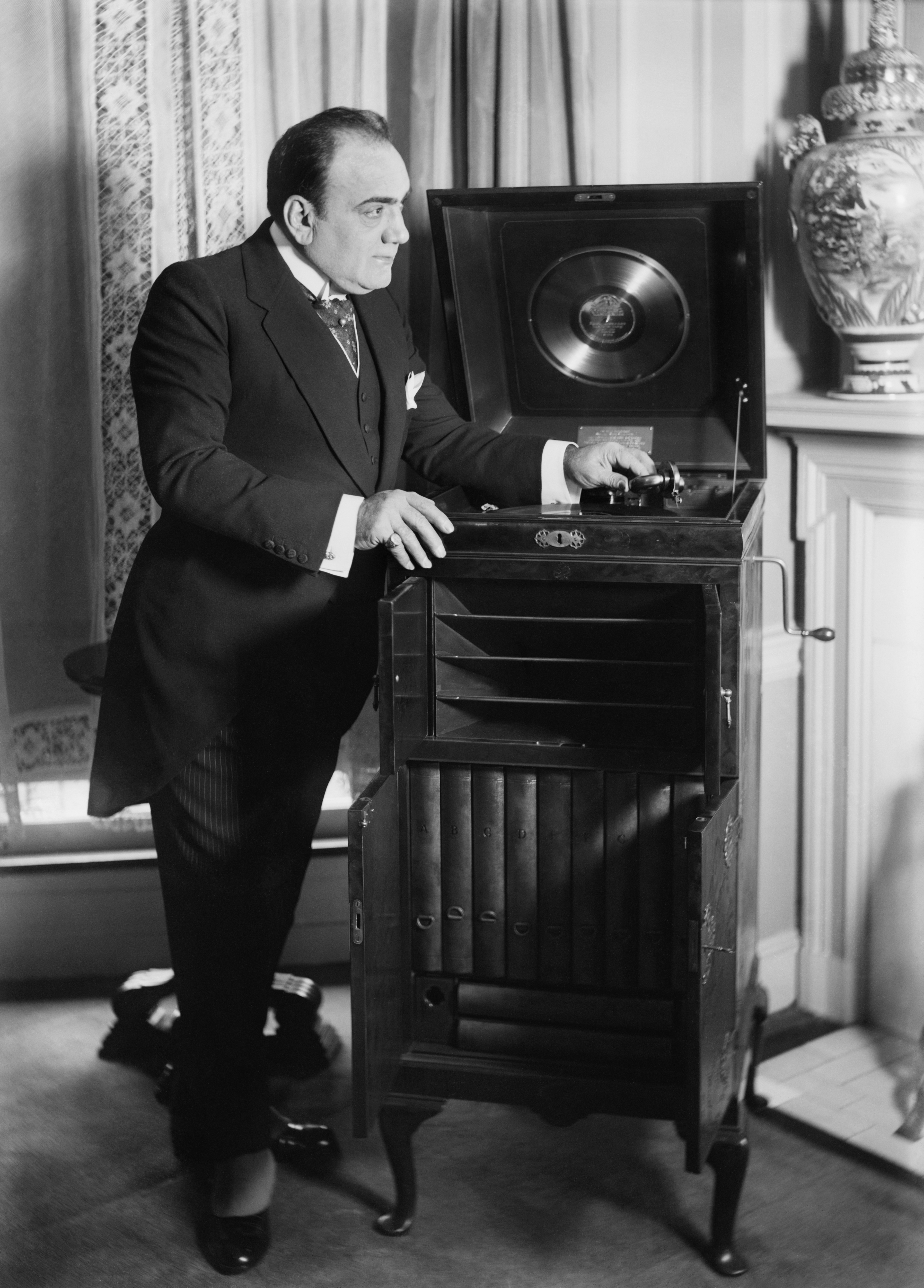
Enrico Caruso con un gramófono

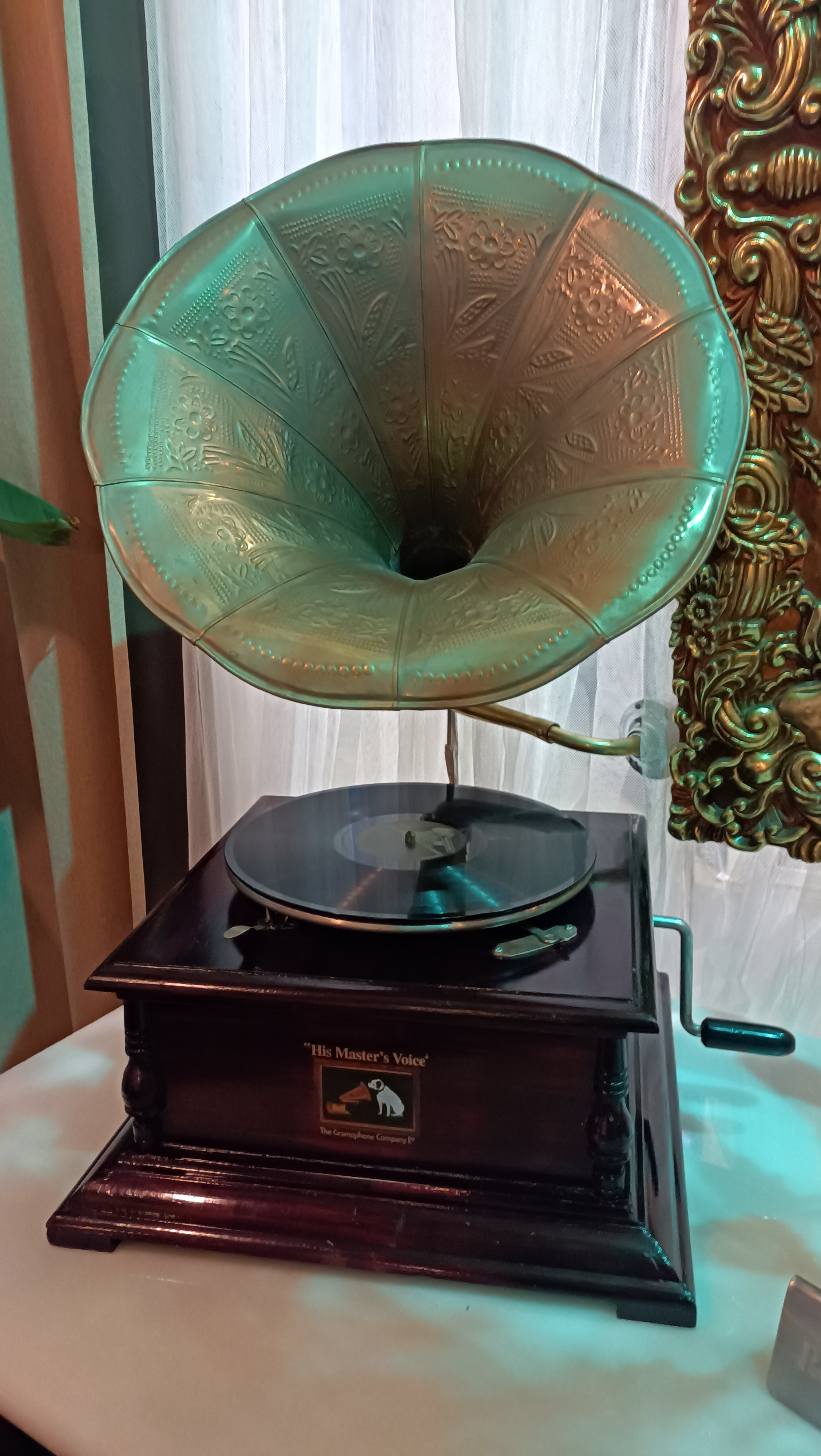
Un gramófono clásico de principios del siglo XX

## Cultura y música

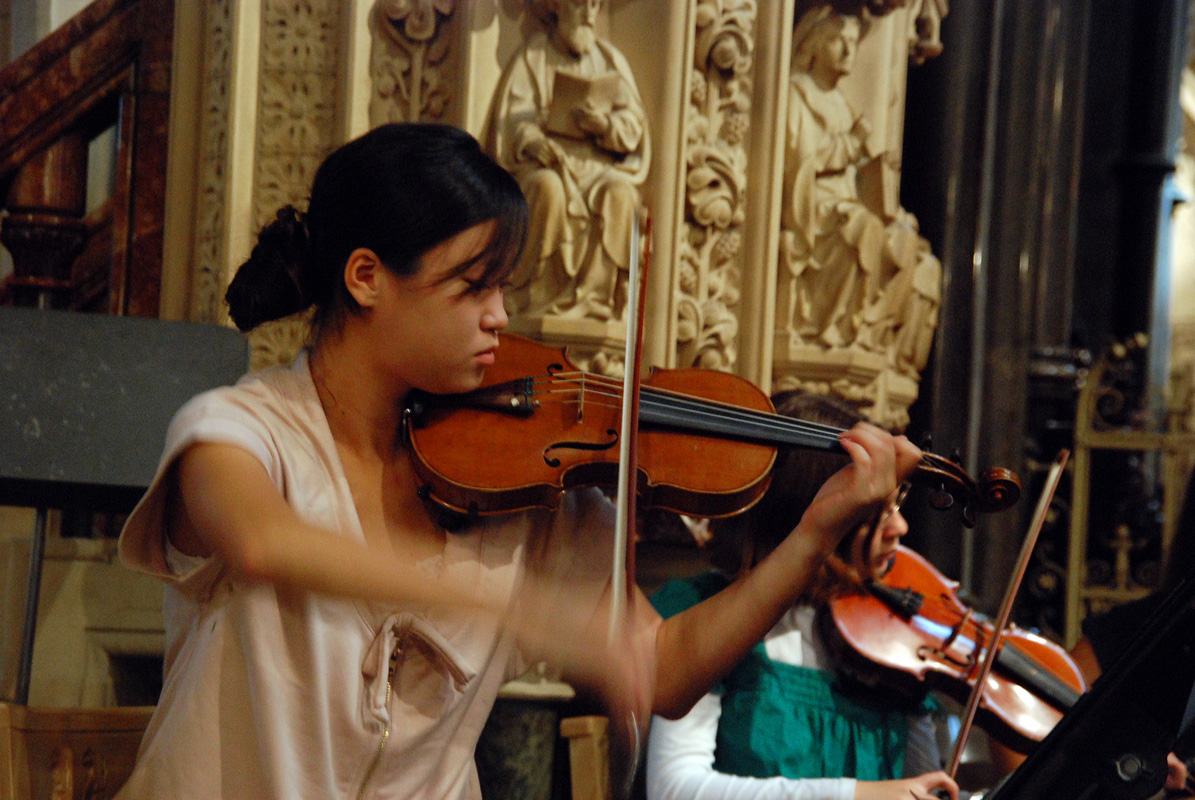
Violinista en la catedral de Dublín.

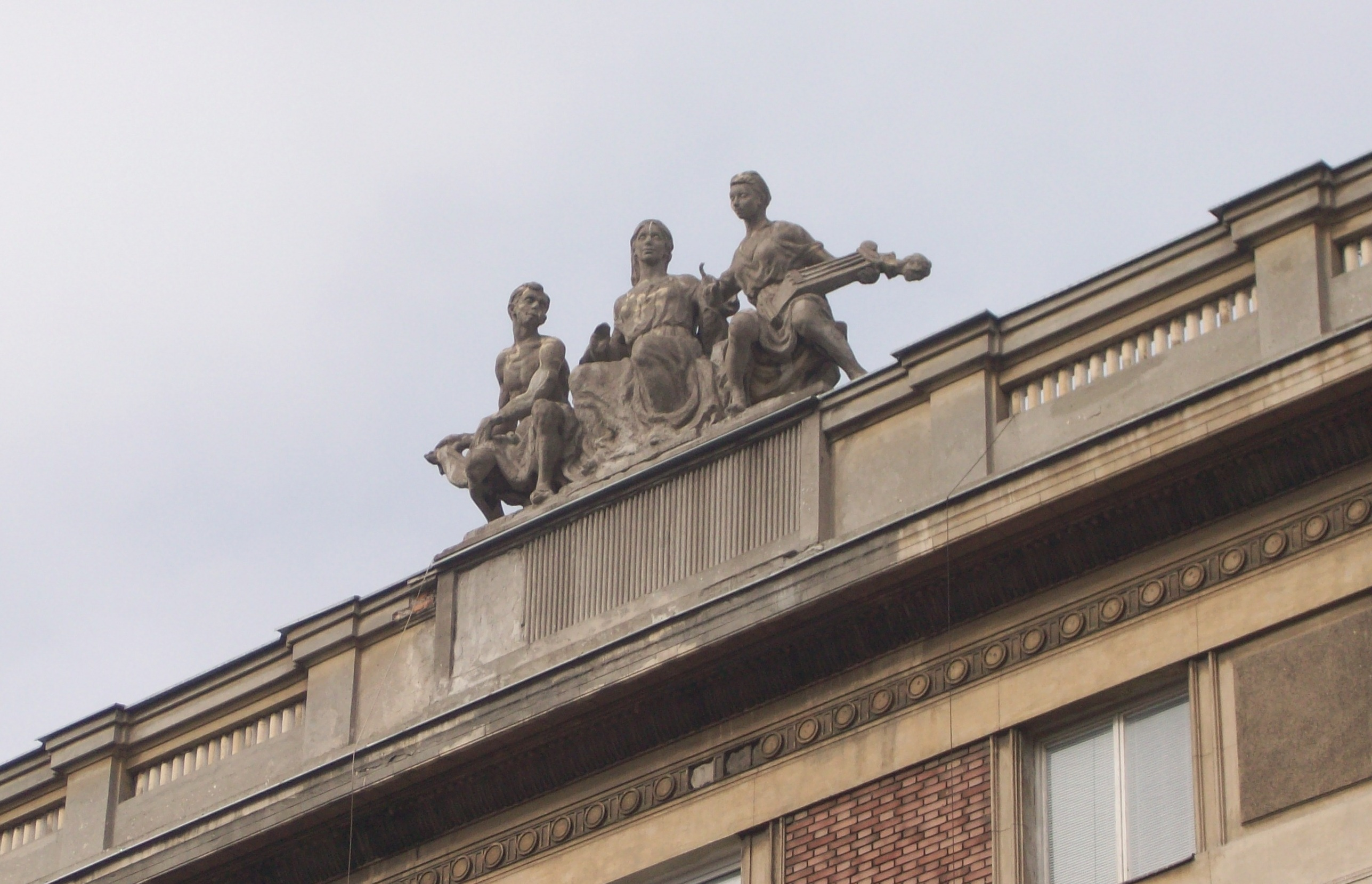
La Música, representación alegórica de la música, diseñada por Józef Gosławski en un edificio en Varsovia.